# (29566) 1998 FK5
A (29566) 1998 FK5 egy marsközeli kisbolygó. A LINEAR projekt keretében fedezték fel 1998. március 24-én.